# Ситьково (Бежецкий район)
Ситьково — деревня в Борковском сельском поселении Бежецкого района Тверской области.

## География
Расположена вдоль автомобильной дороги на правом берегу реки Лизенка. Южнее Ситьково находится деревня Ельники, северо-западнее — деревня Яблонное.

## Население
| 2008 | 2010 |
| ---- | ---- |
| 4    | ↘0   |